# Михайло Александров
Михайло Александров (9 квітня 1985) — болгарський плавець.
Учасник Олімпійських Ігор 2004, 2008 років.
Чемпіон світу з плавання на короткій воді 2010, 2012 років.
Призер Чемпіонату Європи з плавання на короткій воді 2007 року.
Призер літньої Універсіади 2013 року.